# Alatau

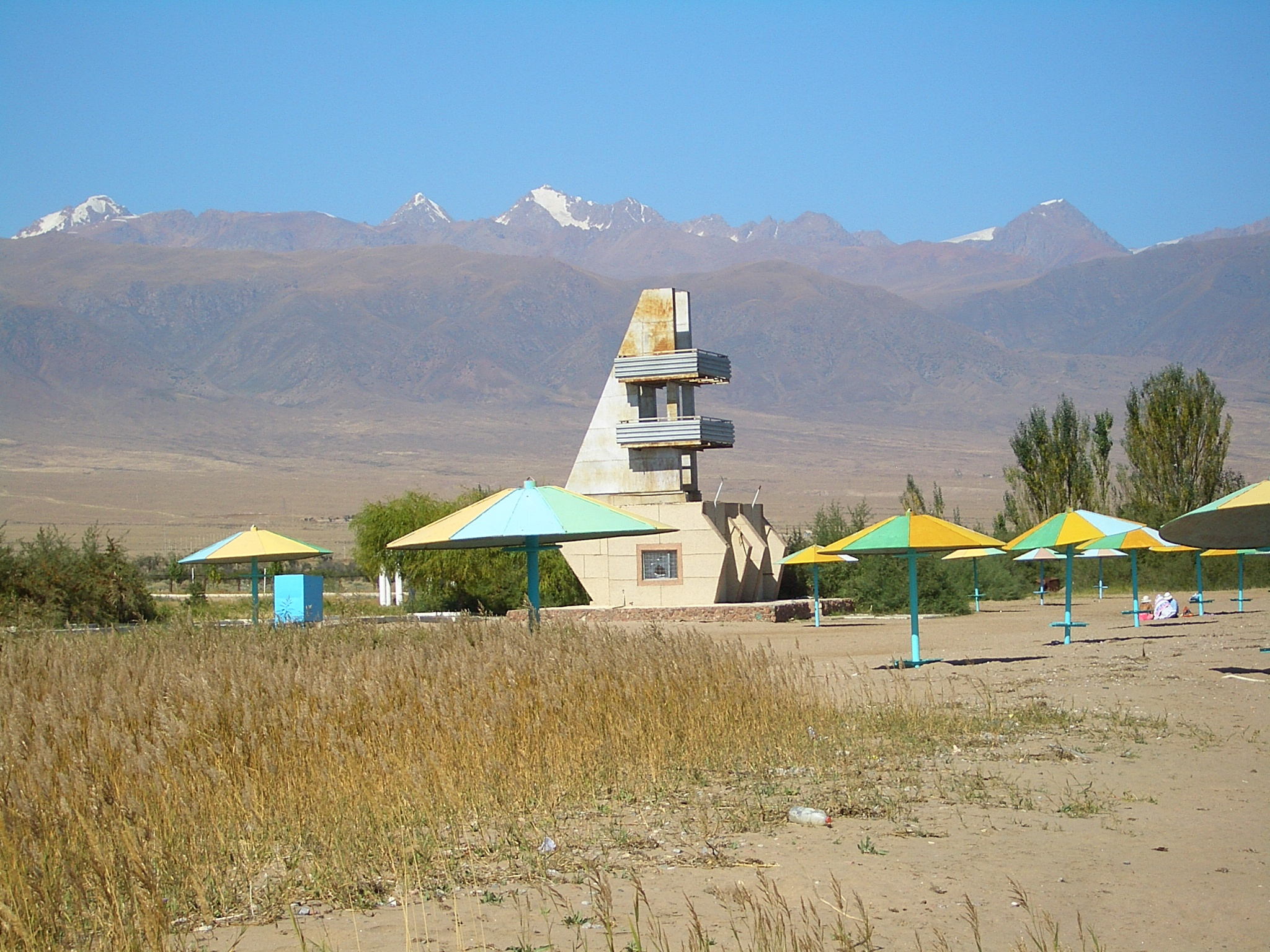
Muntanyes de Kyungei Alatoo vist de Koshkol, Kirguizstan

Alatau (Ala Tau) o Ala-Massa (Kazakh: Алатау, kirguís: Ала-Тоо: Ала-Тоо, rus: Алатау: Алатау) és un nom genèric per un nombre de serralades a l'Àsia central, caracteritzades per intercalar àrees de vegetació, roques disperses i neus.
Les muntanyes Alatau són localitzades a l'est i nord del Kazakhstan, al Kirguizstan, a l'Uzbekistan i a la Xina.
- Kuznetsk Alatau Muntanyes del sud-centre de Sibèria, Rússia

- Serralades del Tien Shan
  - Jungària Alatau, Xina/Kazakhstan
  - Terskey Alatau, Kirguizstan
  - Kungey Alatau, Kirguizstan
  - Trans-Ili Alatau, Kazakhstan/Kirguizstan
  - Talas Alatau, Kirguizstan/Uzbekistan/Kazakhstan
  - Kyrgyz Alatau, Nord del Tien Shan al Kirguizstan

El nom Alatau ha estat donat també a:
- Alatau, un poblament al Kazakhstan.
- Ala-Too, la plaça principal de Bixkek, Kirguizstan
- Alatau, un palau d'esports d'Astanà, al Kazakhstan
- Alatau Bestiar, una raça de bestiar del Kazakhstan i Kirguizstan.